# Theresa Christina av Bägge Sicilierna
Theresa Christina av Bägge Sicilierna, i Brasilien kallad Dona Teresa Christina, född 14 mars 1822, död 28 december 1889, var en italiensk prinsessa, kejsarinna av Brasilien 1843–1889. Gift 1843 med kejsar Pedro II av Brasilien. Dotter till kung Frans I av Bägge Sicilierna och Maria Isabella av Spanien. Hon kallades "Brasilianarnas Moder". 

## Biografi

### Tidigt liv
Theresa Christina hade aldrig något nära förhållande till sina föräldrar och växte upp i en isolerad atmosfär av religiös vidskepelse och konservatism. Hon lärde sig att anpassa sig och vara nöjd med lite och utvecklade en blyg, timid och ödmjuk karaktär. Till det yttre ska hon ha varit kort, lätt överviktig och ha en haltande gångstil. 
Hon rekommenderades som brud av kungariket Bägge Siciliernas ambassadör i Wien till det sändebud som letade efter en brud åt Brasiliens monark i Europa, men som hade svårt att finna en, eftersom Europas dynastier fruktade att Pedro var lik sin far, som varit ökänd för sin otrohet. Bägge Sicilierna skickade en tavla av en skönhet som felaktigt påstods vara Theresa Christina till Pedro, som accepterade förslaget. 
Makarna vigdes genom ombud i Neapel 30 maj 1843 och i person i Rio de Janeiro 4 september 1843. Vid sin ankomst förälskade hon sig vid det första mötet genast i Pedro, medan han blev djupt besviken på hennes utseende. Hon skrev till sina föräldrar att hon visste att hennes utseende var annorlunda än vad det hade sagts vara, men att hon skulle visa att hennes personlighet inte skulle orsaka besvikelse och att hon skulle bli en brasilianare i allt: hon gjorde också omedelbar succé hos allmänheten med sitt mjuka, vänliga sätt och uppriktiga entusiasm, och det sades att alla älskade henne utom hennes make.

### Kejsarinna
Pedro vägrade länge att fullborda äktenskapet och behandlade henne ofta kallt. Hennes bror greve Luigi av Áquila hade följt henne till Brasilien och gift sig med hennes svägerska Januária, och de två kvinnornas förtjusning i den levnadsglade Aquila, som Pedro ogillade, skapade spänningar vid hovet. 
Hovet dominerades av den neapolitanska fraktionen och hovfraktionen, lett av Paulo Barbosa da Silva och greve Aureliano de Sousa e Oliveira Coutinho av Sepetiba, och den senare lyckades 1844 få Aquila förvisad till Europa med förevändningen att han hade försökt förgifta kejsaren. Theresa Christinas relation till Pedro stabiliserades något genom barnens födsel och utvecklades till en artig bekantskap med en viss gemenskap genom familjebanden. 
Theresa Christina höll fast vid sin föresats att vara god och lojal mot Pedro även efter att han från 1850-talet inledde andra förhållanden. Pedros förälskelse i Luísa de Barros, grevinna av Barral, som var deras barns guvernant 1856–1865, sårade henne mest eftersom den försiggick helt öppet vid hovet och framför deras barn, även om Pedros relation till just Barral troligen inte var fysisk. Hon kommenterade dock aldrig otroheten.

#### Offentlig roll
Theresa Christina medförde artister, musiker, professorer och botaniker till Brasilien. Hon beskrivs som diskret och klok, delade makens kulturintresse och underhöll som musiker och sångerska i sin roll som värdinna och första dam; hon hade en vacker sångröst och ett intresse för musik och kunde därför trots sin blyghet tycka om baler och konserter. Hon visade sig med Pedro vid offentliga ceremonier men isolerades i övrigt av honom i palatset. Hennes umgänge bestod endast av hennes hovdamer, främst Josefina da Fonseca Costa, och hon ägnade sig åt handarbete, religion och välgörenhet. 
Theresa Christina var allmänt omtyckt på grund av sitt ödmjuka och vänliga uppträdande och betraktades med uppriktig aktning; hon fick namnet "brasilianarnas moder" på grund av sina sociala projekt och stipendier och utsattes aldrig av någon kritik ens av republikanerna eftersom hon inte var politiskt aktiv. 
Hon beskrivs som opretentiös och generös, som en god människokännare, en öm förälder och mormor och en omtyckt arbetsgivare. Hon klädde sig alltid enkelt utom vid officiella tillställningar och beskrivs som melankolisk. Hennes åsikter fick aldrig något inflytande ens över hushållsangelägenheter. 
Hon åtföljde Pedro under hans besök till Europa 1871, 1876 och 1887, men tycktes inte finna något nöje i besöken; hon hade kommit att trivas mycket bra i Brasilien och älskade landet.

### Senare liv
År 1889 avskaffades monarkin i Brasilien. Pedro hade under sina sista år inte ägnat något intresse åt att motarbeta oppositionen bland de före detta slavägarna eller de militärister som föredrog en militärdiktatur, och den före detta kejsarfamiljen ombads att lämna landet. Teresa Christina blev svårt chockad av utvisningen, eftersom hon hade kommit att betrakta Brasilien som sitt hemland och sett fram emot att få avsluta sitt liv där. 
En officer uppmanade henne: "Resignationen, min dam!" Hon svarade då: "Jag har alltid haft den. Men hur ska man inte gråta, när man lämnar ett sådant här land!" Hon led av bland annat astma och var svårt sjuk under överresan till Portugal. Då hon fick veta, att familjen var landsförvisade för all framtid och inte tillfälligt, som man först hade sagt, insjuknade hon och avled på ett hotellrum i Porto.   
Theresa Christina är en populär gestalt i Brasiliens historia. Hon fick beröm även av republikaner för sin utveckling av landet genom sitt stöd för socialhjälp och kulturliv. Meddelandet om hennes död orsakade uppriktig sorg i Brasilien. Hennes kvarlevor återfördes till landet gemensamt med makens 1922 och bisattes slutgiltigt 1939.

## Barn
- Afonso av Brasilien (1845–1847)
- Isabella (Isabel de Bourbon e Bragança) (1846–1921), tronarvinge, gift med Gaston av Orléans, son till Ludvig Karl av Nemours.
- Leopoldina av Brasilien (1847–1871), gift med Ludwig August av Sachsen-Coburg-Gotha
- Peter (Pedro) (1848–1850), prins av Brasilien.

## Galleri

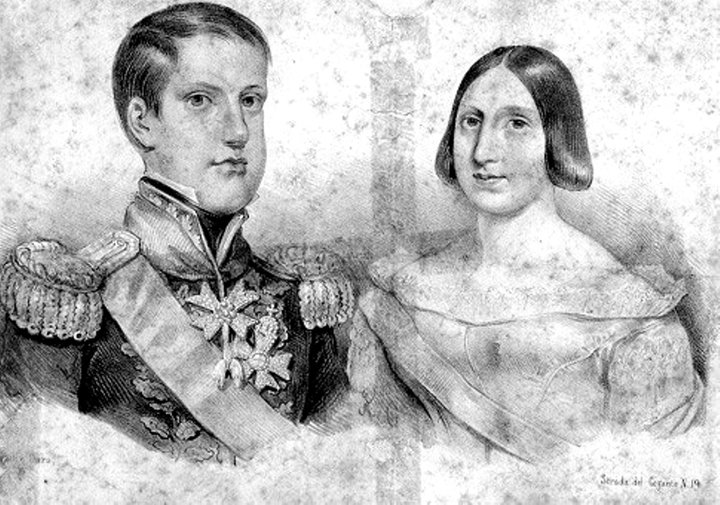
officiellt porträtt av kejsar Pedro II och kejsarinnan Teresa Christina 1843
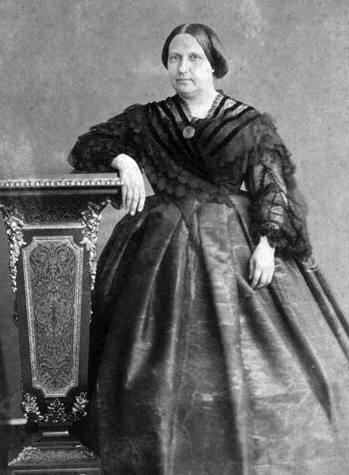
Kejsarinnan Theresa Christina omkring 1870.
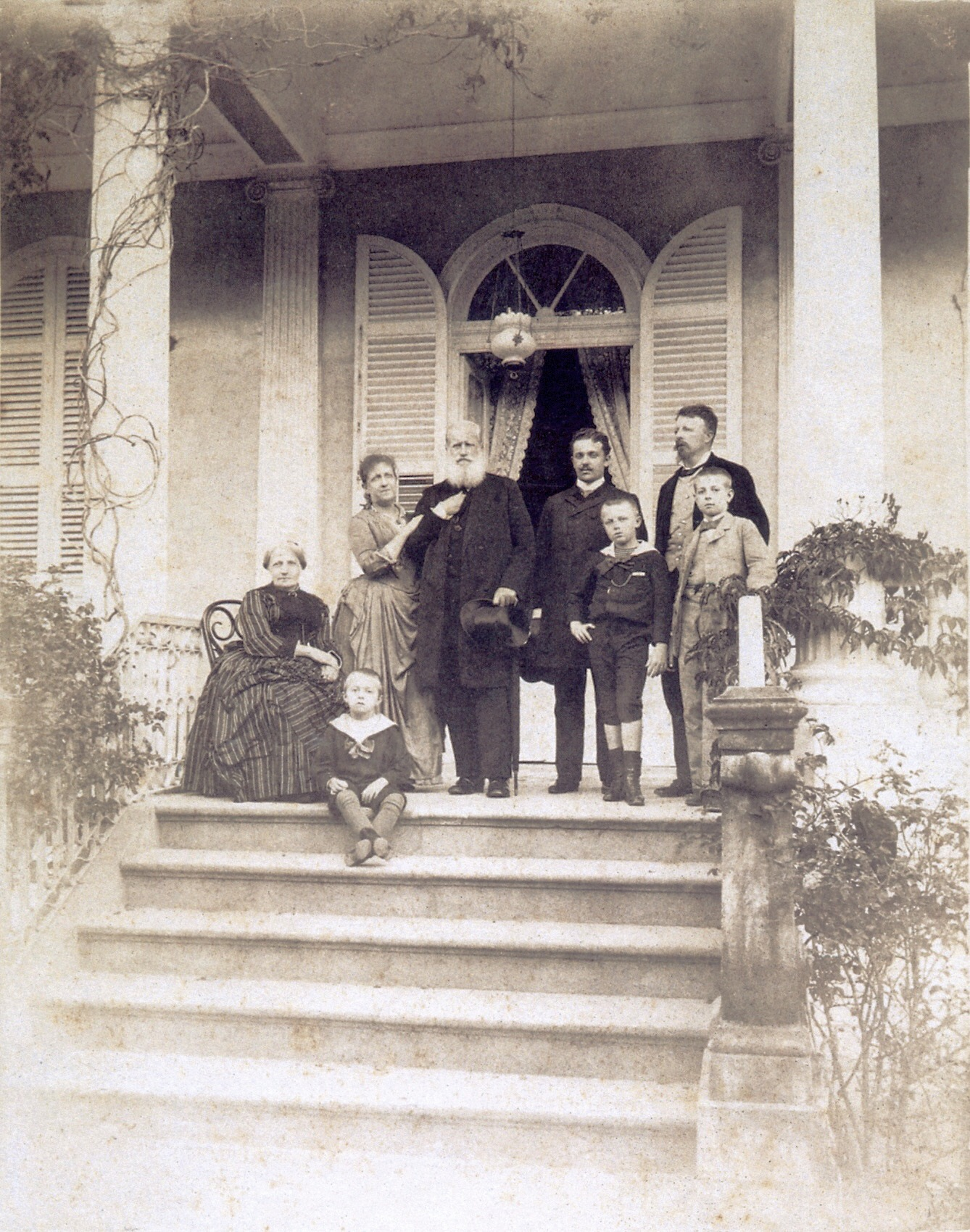
Den brasilianska kejsarfamiljen omkring 1889.